# Треста (соломка)
Треста́ — оброблена біологічним (мочінням, розстиланням) або фізико-хімічним способом соломка льону, конопель та інших луб'яних культур, з якої надалі за допомогою м'яття, тіпання й чесання одержують прядивне волокно (кужіль). При даній обробці в соломі руйнуються пектинові речовини, що зв'язують деревину і покривні тканини з волокнистими пучками, що створює гарні умови для подальшого відділення волокна.
Волокно відділяється від трести механічним способом, при обробці на м'яльних і тіпальних машинах. При цьому вихід волокна становить від 25 до 40 % від сухої трести у льону і від 15 до 25 % — у конопель. Також з трести отримують кострицю.
Трестою також називають солому деяких південних луб'яних культур, таких як джут і кенаф.